# Saralandż (Kotajk)
Saralandż – wieś w Armenii, w prowincji Kotajk. W 2011 roku liczyła 325 mieszkańców.